# Хендерсон (Техас)
Хендерсон (англ. Henderson) — город в США, расположенный в северо-восточной части штата Техас. Город является административным центром округа Раск. Население — 13 712 человека по данным переписи 2010 года, по оценке Бюро переписи США в 2018 году в городе проживало 13 355 человек. Город назван в честь первого губернатора Техаса Джеймса Хендерсона.
Через Хендерсон проходит большинство основных дорог северо-восточного Техаса. В городе проходят фестиваль сиропа и ежегодные церковные песнопения.
В исторических районах Хендерсона сохранилось много зданий, построенных до гражданской войны. В городе насчитывается 19 исторических мест, включая дома, построенные в 1880-х годах, колледжи и церкви.

## История

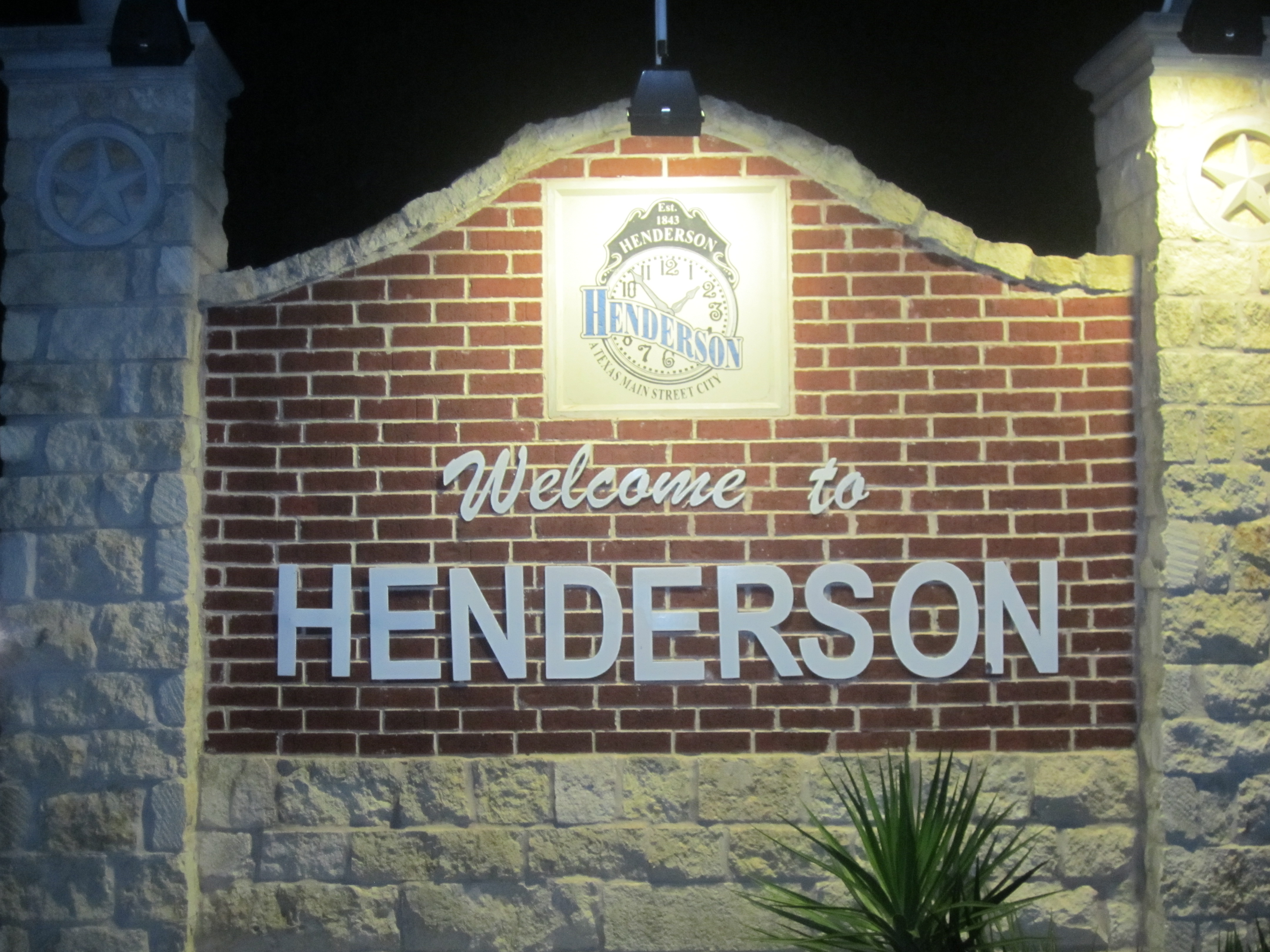
Знак при въезде в город на US 79

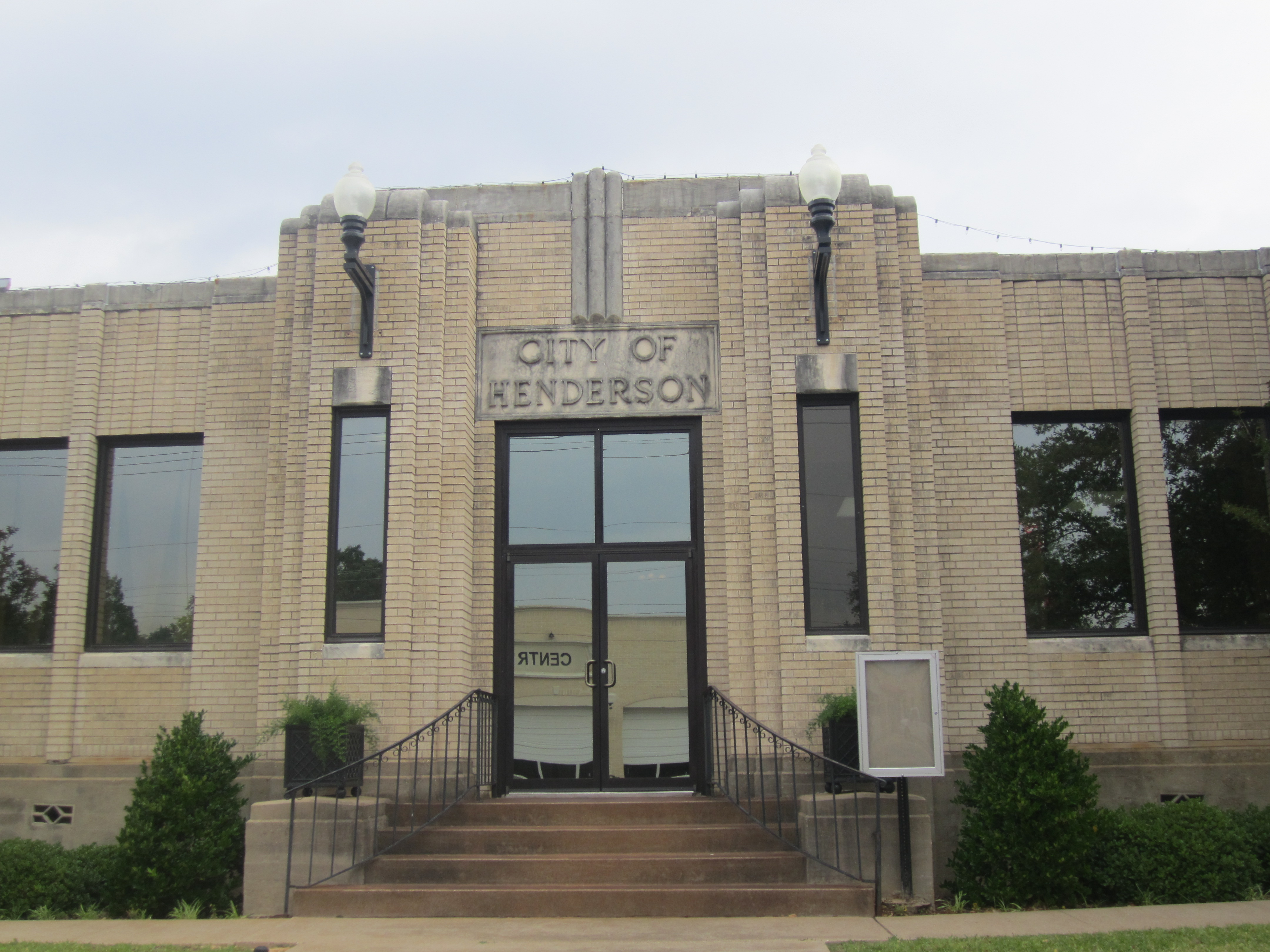
Городская ратуша Хендерсона

Город был основан в 1843 году на земле, пожертвованной юристом Уильямом Окилтри, а также плантатором Джеймсом Смитом. 16 января 1846 года Хендерсон стал столицей нового округа Раск. В 1842 году в городе появилась первая методистская, а в 1845 — первая баптистская церкви. Первое деревянное здание окружного суда было построено в 1849 году. Первая железная дорога в округе появилась после гражданской войны, однако она не проходила через Хендерсон. В 1874 году до города была проведена ветка дороги от Овертона, которая до сих пор обслуживает город.
Пожар в 1860 году уничтожил деревянное здание окружного суда и на его месте в 1878 году было построено новое, каменное здание. Это событие вызвало рост строительства, и вскоре в городе появился целый ряд каменных зданий, включая исторический дом Говарда Дикинсона.
В конце 1920-х будущий нефтяной магнат Коламбус Джойнер купил разведочную скважину в 10 километрах к северо-западу от Хендерсона. Обнаруженная в октябре 1930 года нефть оказала значительное влияние на экономику региона, а размеры города за несколько месяцев выросли с 2000 до 10 000 человек. Нефть с месторождения Ист-Тексас, до сих пор является значительной статьёй доходов города, округа и региона в целом.

### Пожар 1860 года
5 августа 1860 года в городе произошёл пожар, уничтоживший все деловые здания города, кроме одного. В огне пострадало 43 здания, пожар нанёс ущерб в 220 000 долларов.

## География
Координаты Хендерсона: 32°09′26″ с. ш. 94°47′45″ з. д..
Согласно данным бюро переписи США, площадь города составляет около 31,2 км2, из которых 31 км2 занято сушей, а 0,2 км2 — водная поверхность.

### Климат
| Показатель                    | Янв. | Фев. | Март | Апр. | Май  | Июнь | Июль | Авг. | Сен. | Окт. | Нояб. | Дек. | Год  |
| ----------------------------- | ---- | ---- | ---- | ---- | ---- | ---- | ---- | ---- | ---- | ---- | ----- | ---- | ---- |
| Абсолютный максимум, °C       | 24,4 | 27,6 | 30,7 | 34,8 | 40,2 | 42,5 | 41,4 | 39,6 | 37,8 | 34,6 | 27,8  | 23,8 | 42,5 |
| Средний суточный максимум, °C | 20,6 | 24,1 | 28,4 | 32,2 | 36,1 | 38,9 | 38,2 | 37,2 | 34,9 | 30,6 | 24,8  | 20,6 | 30,6 |
| Средняя температура, °C       | 11   | 14,1 | 18   | 22,1 | 26,7 | 30,5 | 30,7 | 29,8 | 27,1 | 22,1 | 15,4  | 11,3 | 21,6 |
| Средний суточный минимум, °C  | 1,4  | 4,1  | 7,6  | 12   | 17,3 | 22   | 23,2 | 22,4 | 19,3 | 13,4 | 6,1   | 2,1  | 12,6 |
| Абсолютный минимум, °C        | −1,2 |      | 3,6  | 7,9  | 14,1 | 19,2 | 20,6 | 19,6 | 15,9 | 8,8  | 2,5   | −1,3 | −1,3 |
| Норма осадков, мм             | 90   | 90   | 100  | 110  | 120  | 80   | 70   | 70   | 70   | 80   | 90    | 110  | 1140 |
| Источник: weatherbase.com     |      |      |      |      |      |      |      |      |      |      |       |      |      |

## Население

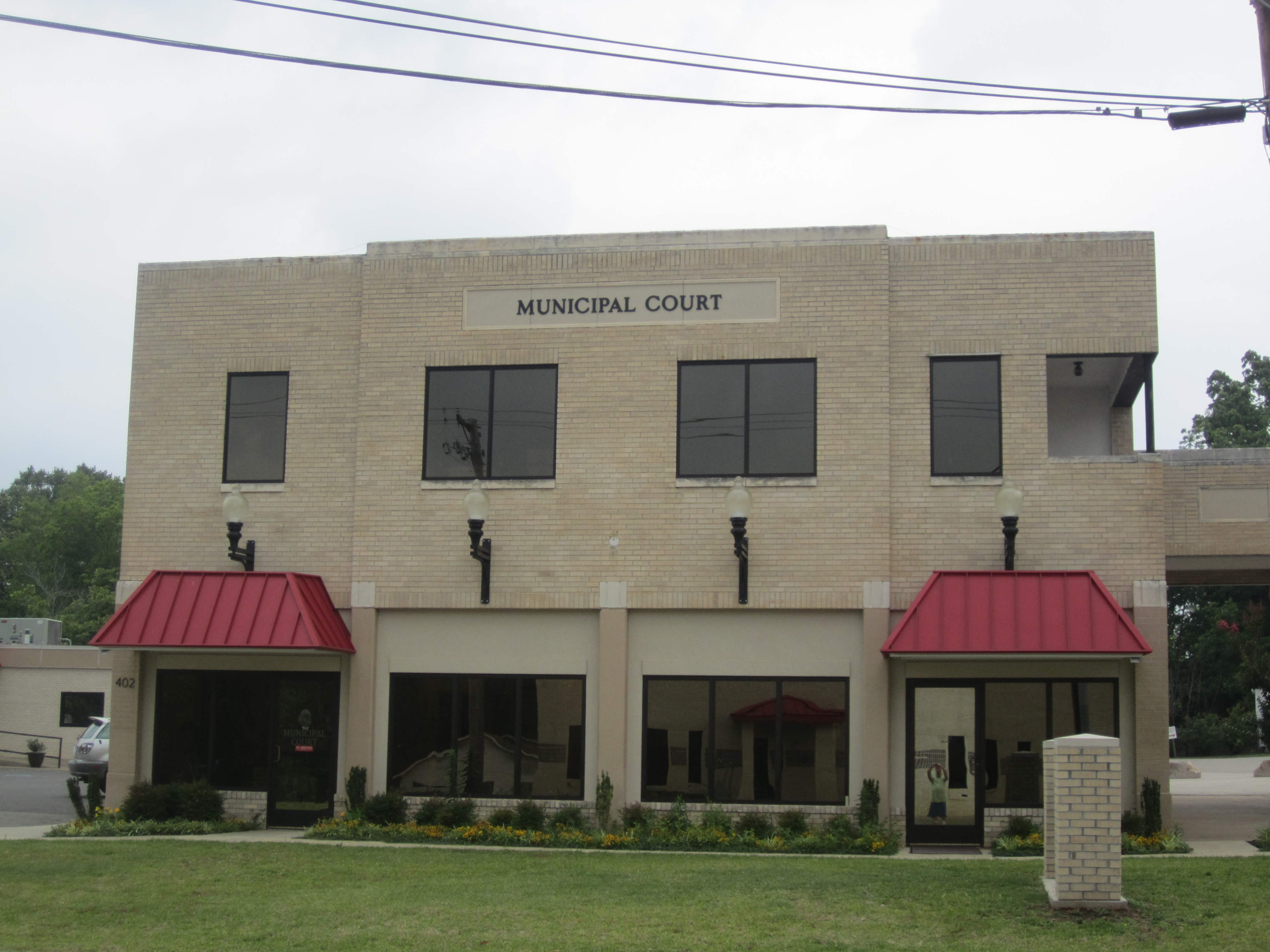
Муниципальный суд города

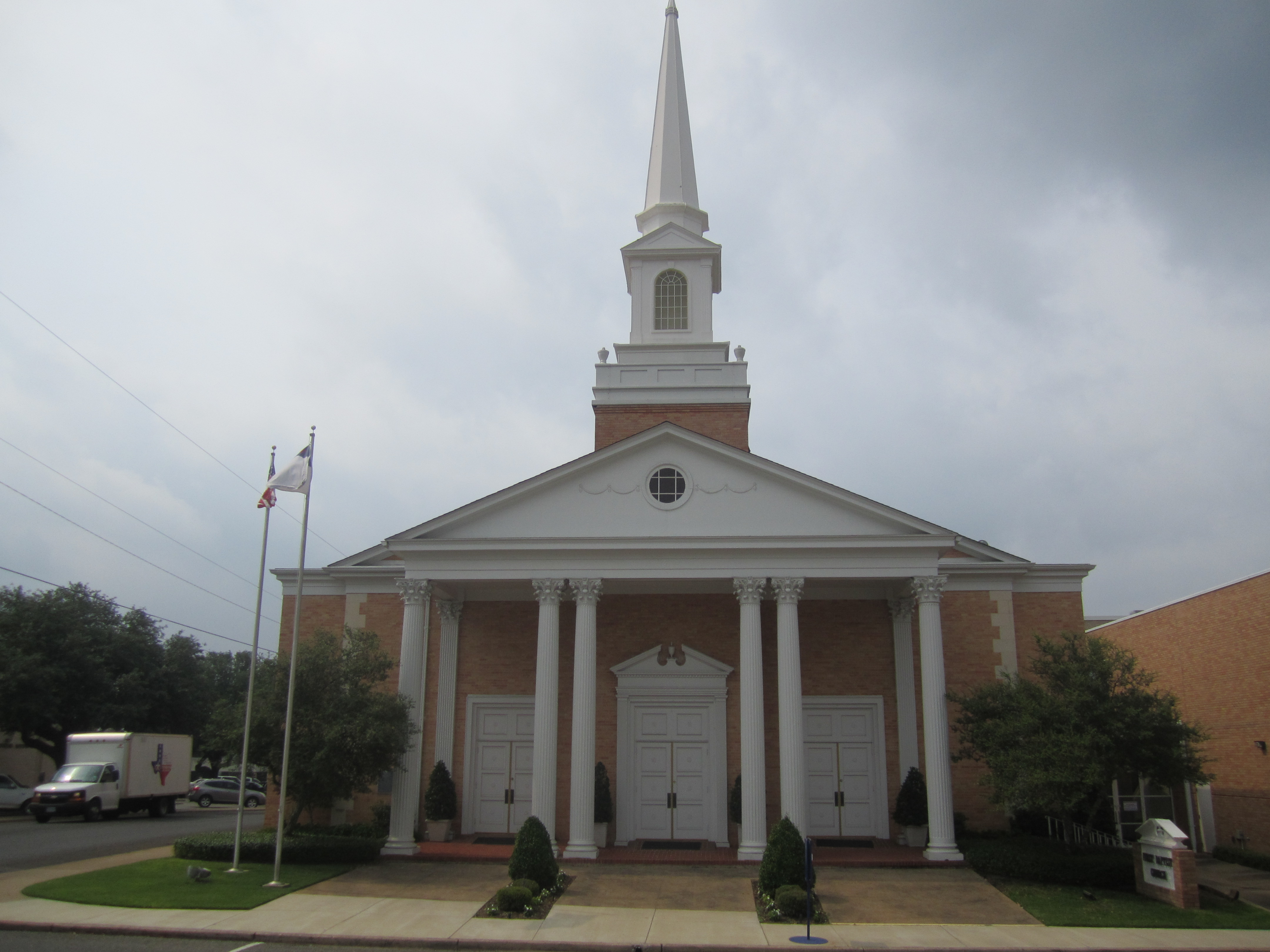
Первая баптисисткая церковь Хендерсона

Согласно переписи населения 2010 года, в 2010 году в городе проживали 13 712 человек, 4368 домохозяйств, 3010 семей. Расовый состав города: 64,5% — белые, 23,9% — чернокожие, 0,4% — коренные жители США, 0,7% — азиаты, 0,1% — жители Гавайев или Океании, 8,6% — другие расы, 1,8% — две и более расы. Число испаноязычных жителей любых рас составило 18%.
Из 4368 домохозяйств в 32 % проживают дети младше 18 лет. В 47,3 % случаев в домохозяйстве проживают женатые пары, 16,7 % — домохозяйства без мужчин, 31,1 % — домохозяйства, не составляющие семью. 27,4 % домохозяйств представляют собой одиноких людей, 13,5 % — одиноких людей старше 65 лет. Средний размер домохозяйства составляет 2,59 человека. Средний размер семьи — 3,15.
25,1 % населения города младше 20 лет, 28,3 % находятся в возрасте от 20 до 39, 32,3 % — от 40 до 64, 14,2 % — 65 лет и старше. Средний возраст составляет 37,5 лет.
Согласно данным пятилетнего опроса 2018 года, средний доход домохозяйства в Хендерсоне составляет 43 438 долларов США в год, средний доход семьи — 54 756 долларов. Доход на душу населения в городе составляет 20 585 долларов США. Около 7,8 % семей и 12,9 % населения находятся за чертой бедности. В том числе 15,5 % в возрасте до 18 лет и 13,7 % в возрасте 65 и старше.

## Местное управление
Структура органов местного управления выглядит следующим образом:
| Должность                       | Имя                                                                          |
| ------------------------------- | ---------------------------------------------------------------------------- |
| Мэр                             | Пэт Брэк                                                                     |
| Члены муниципального совета     | Мелисса Мортон, Стив Хиггинботэм, Реджинальд Уэзертон, Томас Уорд, Томми Гуд |
| Сити-менеджер                   | Тим Келти                                                                    |
| Городской судья                 | Рикки Тёрнер                                                                 |
| Городской прокурор              | Дэвид Браун                                                                  |
| Городской секретарь             | Стефани Риддл                                                                |
| Глава пожарной охраны           | Расти Чоут                                                                   |
| Глава отдела общественных работ | Дэвис Браун                                                                  |
| Глава финансовой службы         | Трина Фримэн                                                                 |
| Глава полиции                   | Ронни Уолкер                                                                 |
| Глава отдела коммунальных услуг | Рэнди Бойд                                                                   |

## Образование

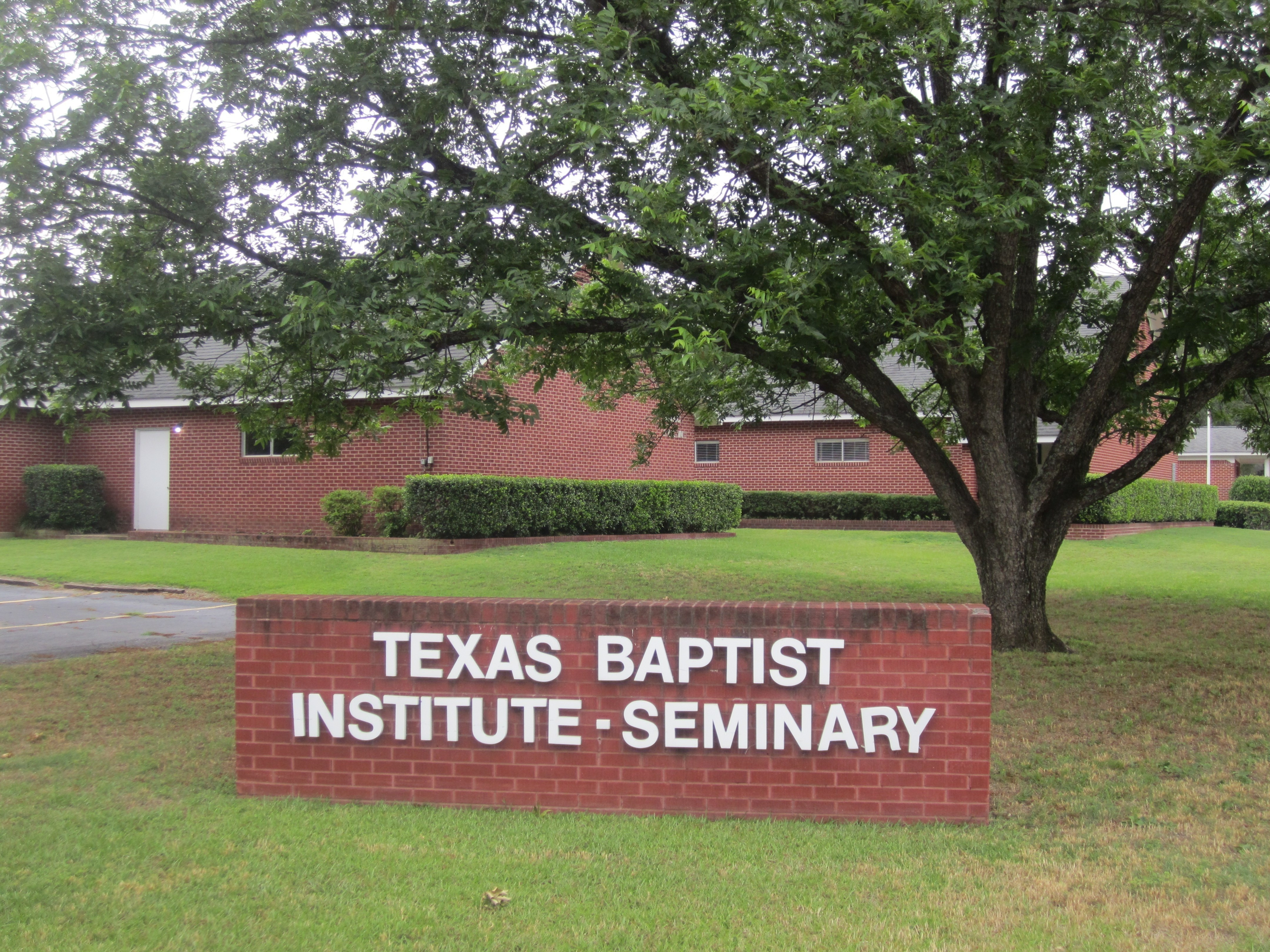
Техасский баптистский институт и семинария в Хендерсоне

Город обслуживается независимым школьным округом Хендерсона, также небольшая часть территории города находится на территории независимого школьного округа западного Раска. Школьный спорт играет важную роль в политике города. В 2010 году школьная футбольная команда Henderson Lions стала чемпионом штата в дивизионе 3-A.
В городе также действует частная школа, Full Armor Christian Academy.
В городе находятся два высших учебных заведения: Техасский баптистский институт и семинария, а также институт миссионерского баптизма.

## Известные жители
- Сэнди Дункан — американская актриса, певица и танцовщица
- Билл Макдональд — техасский рейнджер, телохранитель президентов США Теодора Рузвельта и Вудро Вильсона
- Марк Уайт — американский политик, 43-й губернатор Техаса